# Northwest Passage (film)
Northwest Passage is een Amerikaanse avonturenfilm uit 1940 onder regie van King Vidor. Destijds werd de film in Nederland uitgebracht onder de titel Noordwestelijke doortocht.

## Verhaal
In 1759 zet Langdon Towne een punt achter zijn academische opleiding aan Harvard om schilder te worden. Wanneer hij moeilijkheden krijgt met het koloniale gezag, vlucht hij samen met een vriend de wouden in. Ze leren er majoor Rogers kennen tijdens een strafexpeditie tegen indianen. Hij overtuigt het tweetal om zich bij de expeditie aan te sluiten. Ze doorstaan ontberingen en teleurstellingen bij het ontsluiten van nieuw grondgebied.

## Rolverdeling
| Acteur           | Personage         |
| ---------------- | ----------------- |
| Spencer Tracy    | Majoor Rogers     |
| Robert Young     | Langdon Towne     |
| Walter Brennan   | 'Hunk' Marriner   |
| Ruth Hussey      | Elizabeth Browne  |
| Nat Pendleton    | 'Cap' Huff        |
| Louis Hector     | Predikant Browne  |
| Robert Barrat    | Humphrey Towne    |
| Lumsden Hare     | Lord Amherst      |
| Donald MacBride  | Sergeant McNott   |
| Isabel Jewell    | Jennie Coit       |
| Douglas Walton   | Luitenant Avery   |
| Addison Richards | Luitenant Crofton |
| Hugh Sothern     | Jesse Beacham     |
| Regis Toomey     | Webster           |
| Montagu Love     | Wiseman Clagett   |